# Giuliano (romanzo)
Giuliano (Julian) è un romanzo storico del 1964 dello scrittore statunitense Gore Vidal, che narra la vita dell'imperatore romano Flavio Claudio Giuliano (detto Giuliano l'Apostata dai cristiani), che regnò dal 360 al 363 d.C.

## Trama

### Cornice narrativa
La cornice narrativa della storia inizia nel marzo del 380, quasi vent'anni dopo la morte di Giuliano, e consiste in uno scambio epistolare tra Libanio e Prisco l'Epirota, due confidenti di Giuliano. Nelle loro varie lettere discutono le loro vite e in particulare gli eventi recenti che soinvolgono un editto imperiale di Teodosio I sul Credo niceno della Cristianità. Nella sua prima lettera a Prisco, Libanio propone di scrivere una biografia di Giuliano. Prisco si dichiara d'accordo e manda a Libanio un manoscrito di pugno di Giuliano con i propri commenti scritti ai margini.
Il resto del romanzo è quindi presentato come il manoscritto di Giuliano nella sua forma originale, incluse le istruzioni per gli eventuali curatore ed editore. Le note ai margini di Prisco sono incorporate nella narrazione di Giuliano dove si sente autorizzato a commentare o ad espandere certe parti della trattazione. Tali commenti sono spesso seguiti da quelli di Libanio sia sulla narrazione sia sui commenti di Prisco. Essi offrono frequentemente una diversa e talora contraddittoria interpretazione a posteriori di eventi e personaggi che Giuliano tratta nel suo manoscritto.
La narrazione di Giuliano presenta la storia della sua vita ma con molte riflessioni su di sé. Egli tenta di essere critico dei propri limiti così come cerca di ricostruire i suoi pensieri ed emozioni in vari momenti della vita e della carriera pubblica. Spesso incorpora le sue osservazioni personali su qualsiasi argomento, dalla natura umana alla religione, alla filosofia ed al governo.

### Trama
Giuliano fu l'ultimo parente di Costantino il Grande ad assumere il potere, essendo suo padre il fratellastro di Costantino, e tentò di distruggere l'influenza della chiesa cristiana, riportando in auge il culto dell'antico pantheon romano, come anche altre religioni come l'ebraismo, del quale tentò di ricostruire il tempio di Gerusalemme, e il mitraismo, una religione misterica che era stata popolare tra i soldati romani.
Le memorie trattano della vita di Giuliano dal tempo in cui molti membri della sua famiglia furono epurati da suo cugino, l'imperatore Costanzo II (al quale sarebbe succeduto), il suo "esilio" nelle biblioteche da bambino, e le sue successive esperienze negative con l'ipocrisia dei cristiani e i conflitti dottrinali tra niceni e ariani. Passando il tempo, si forma un solco tra Giuliano e il suo instabile fratellastro Costanzo Gallo, che è elevato alla carica di cesare (erede alla porpora imperiale) da Costanzo; Giuliano dichiara, per la propria incolumità, di non avere altro interesse che la filosofia, così intraprende un viaggio verso Atene per studiare sotto l'egida dei più grandi maestri di quella città. Qui, incontra per la prima volta Libanio, e ha una relazione con sua nipote Macrina, anch'essa interessata alla filosofia. Arriva anche a conoscere alcuni dei futuri padri della chiesa nei loro anni di formazione, come il ragionevole Basilio di Cesarea e il caustico e disonesto Gregorio di Nazianzo. Giuliano diventa un lettore, una uffizio minore nella chiesa cristiana, ma continua ad approfondire le religioni tradizionali: studia il neoplatonismo in Asia Minore sotto Edesio e viene iniziato ai Misteri eleusini (che tenterà successivamente di riportare in auge).
Giuliano viene poi creato cesare al posto di Gallo, che è stato fatto giustiziare da Costanzo per crudeltà e dissolutezza, e per soddisfare i suoi costanti timori di essere detronizzato. Questo rende Giuliano il successore di Costanzo, così gli è conferito il comando (inizialmente solo nominale) della Gallia, sotto attacco da parte degli Alemanni. Conseguentemente, Giuliano prende nelle sue mani il controllo militare e amministrativo dai suoi sottoposti e, contro tutte le attese, ottiene uno schiacciante successo militare sui Germani alla battaglia di Strasburgo. Alla morte di Elena, moglie di Giuliano e sorella di Costanzo, e di fronte ad una sempre crescente paranoia da parte di quest'ultimo, Giuliano intraprende una breve ribellione contro l'imperatore, che termina senza spargimento di sangue, con la morte per cause naturali di Constanzo durante il viaggio per andare ad affrontare Giuliano, e l'assunzione del protagonista al titolo di augusto.
L'inizio del regno di Giuliano è carico di successi, con la rimozione dalle cariche di corte degli eunuchi, il cui vero ruolo è per Giuliano quello di prosciugare le casse dello stato e isolare gli imperatori dai problemi del mondo reale. Intraprende anche degli sforzi per arrestare l'espansione del cristianesimo; riferendoglisi nel suo scritto come "regressione" e "culto della morte" (e chiamando le chiese "ossari" per irridere il culto delle reliquie), Giuliano pensa che il modo migliore per farlo sia impedire ai cristiani di insegnare la letteratura classica, relegando così la loro religione ad uditorî non intellettuali, e contrastando gli sforzi dei cristiani di sviluppare la sofisticata retorica e l'intellettualismo della religione tradizionale romana ed ellenistica. Qui, la caparbia natura di Giuliano incomincia a minare la sua capacità di comprendere i suoi reali poteri, cosa evidente in diversi scontri col clero trinitario e coi consiglieri. Nondimeno, Giuliano coglie l'opportunità di sottolineare i suoi argomenti contro il cristianesimo, e di esporre la sua visione per la riforma e la restaurazione della vita civile romana. Le sue riforme sono in corso quando, a dispetto della sua fede nei presagi, Giuliano intraprende una nefasta campagna militare per riprendere la Mesopotamia romana dall'Impero Sassanide.
Questo segna un punto di svolta nel romanzo, poiché è la fine delle memorie di Giuliano. Il resto del romanzo consiste in dispacci dal campo e voci di diario che dettagliano la campagna di Giuliano, con commenti di Prisco e riflessioni di Libanio. Inizialmente, Giuliano ottieneun grande successo (a dispetto del suo affidarsi al datato Anabasi di Senofonte per le caratteristiche geografiche della regione), raggiungendo Ctesifonte e sconfiggendo l'imperatore persiano in diverse battaglie decisive. Tuttavia, dopo che le tattiche dei persiani basate sul fare terra bruciata attorno al nemico lasciano l'esercito romano senza cibo né acqua, appare chiaro che la lealtà degli ufficiali cristiani dell'esercito è in discussione, e che potrebbe essere in corso un complotto per uccidere Giuliano. Prisco racconta una breve conversazione con un altro consigliere non cristiano durante la campagna, nella quale gli viene semplicemente detto "non siamo al sicuro". Invero, i dispacci di Giuliano incominciano a mostrare la delusione da parte dell'imperatore, e malgrado il senso della realtà e dei propri limiti gli stia lentamente ma continuamente sfuggendo, spreme i suoi soldati finché quasi gli si ammutinano. Poco tempo dopo, durante la marcia di ritorno verso il territorio romano, Giuliano corre in prima linea per respingere un attacco persiano, senza indossare l'armatura, poiché il suo aiutante di campo Callisto non ha riparato le sue corregge rotte. Giuliano torna all'accampamento ferito a morte, e nonostante tutti gli sforzi del suo medico e amico Oribasio, muore senza designare un successore. Qui, la narrazione di Vidal si discosta leggermente dalla storia conosciuta di Giuliano, poiché appare evidente nel romanzo che Giuliano è stato trafitto da una lancia romana. Dopo la traslazione del corpo di Giuliano, Prisco fruga segretamente tra gli effetti personali di Giuliano, prendendo per sé le memorie e il diario e salvandoli così dalla censura. Gli ufficiali cristiani vincono la discussione su chi elevare al titolo di augusto, nominando il sempliciotto e ubriacone Gioviano. La campagna si conclude con un disastro, e Gioviano cede delle porzioni significative del territorio orientale di Roma all'Impero Sassanide.
Il resto del romanzo consiste della corrispondenza che continua tra Libanio e Prisco; il primo chiede al secondo che cosa sa della morte di Giuliano, sospettando che ci sia sempre stato un complotto tra gli ufficiali cristiani per ucciderlo. Prisco risponde (con la raccomandazione che il suo ruolo come fonte dell'informazione sia tenuto anonimo) che, nella sua visita a Callisto anni prima, gli aveva chiesto se egli, che era accorso nella battaglia con Giuliano il giorno della sua morte, avesse visto l'uccisore dell'imperatore. Il racconto di Callisto, in origine vago e unidimensionale, comincia a farsi sempre più dettagliato, e quando Prisco gli pone la domanda Callisto gli risponde che naturalmente lo sa: "Sono stato io che ho ucciso l'imperatore Giuliano". Callisto racconta di aver rotto le corregge dell'armatura di Giuliano prima dello scontro fatale, e di aver personalmente trafitto Giuliano con la sua lancia. Prisco domanda come Callisto potesse odiare Giuliano, il suo benefattore. il cristiano Callisto risponde, freddamente, che egli non odiava Giuliano ma lo ammirava, e che ogni giorno pregava per l'anima di Giuliano. Prisco conclude l'aneddoto pregando Libanio di lasciare il suo nome fuori da ogni resoconto sulla morte di Giuliano che venga pubblicato, citando i potenti cospiratori con Callisto e la ben documentata brutalità di Teodosio, e i peggiori timori di Libanio sulla morte di Giuliano sono confermati.
Il romanzo termina con Libanio che manda una lettera all'imperatore Teodosio chiedendoil permesso di pubblicare le memorie di Giuliano; il permesso viene negato. Lamentando la sua salute precaria, la proscrizione della religione tradizionale da parte di Teodosio per ragioni politiche, e la fine della cultura intellettuale e la sua sostituzione da parte della violenza e dall'intolleranza religiose sempre più diffuse, Libanio incontra Giovanni Crisostomo, già il suo migliore studente, che tiene un sermone in una chiesa. Vedendo che il suo migliore e più brillante studente ha entusiasticamente abbracciato il cristianesimo, Libanius comprende infine che la religione tradizionale è sconfitta. Irritato dal solenne trionfo di Giovanni, Libanio definisce il cristianesimo un culto di morte, ed in risposta, Giovanni Crisostomo sottintende sornionamente che la cristianità abbraccerà la futura morte del mondo classico. Inoltre, anche se in modo un po' più vago, Giovanni dichiara di aspettare l'apocalisse che verrà. Concludendo, Libanio scrive, profeticamente, che spera che il futuro collasso della ragione e del mondo romano sia solo temporaneo, paragonando la consumazione dell'impero a quella di una lampada ad olio, ed esprime che la ragione e "l'amore dell'uomo per la luce" un giorno riportino la prosperità, la stabilità e la vivacità intellettuale dell'impero precristiano.

## Temi principali
L'introduzione di Vidal puntualizza che uno dei tempi sono stati i cambiamenti nella religione cristiana provocati da Costantino I e dai suoi successori. La visione di Vidal è che la promozione del cristianesimo da parte di Costantino, e la creazione di una teologia ortodossa in conflitto con altre scuole di pensiero (molte delle quali successivamente denunciate come eresie) fu guidata dalle necessità politiche di Costantino, piuttosto che da una fede profondamente radicata, e che questa politica fu proseguita dai suoi successori dinastici.
Come altri romanzi storici dello stesso autore, anche questo si basa su un grande uso di fonti contemporanee, incluse le opere dello stesso Giuliano. L'ultima parte del libro utilizza ovviamente Ammiano Marcellino (che testimoniò la morte di Giuliano) e Libanio, ambedue amici di Giuliano che compaiono come personaggi nel romanzo. Riflette anche l'opinione che aveva di Giuliano Edward Gibbon nella sua Storia del declino e della caduta dell'impero romano.

## Edizioni
- (EN) Julian : a novel, Boston, Little-Brown, 1964. Ospitato su archive.org.
- Giuliano, collana La scala, traduzione di Ida Omboni, Milano, Rizzoli, 1969.
- Giuliano, collana I grandi, traduzione di Ida Omboni, n. 135, Milano, Bompiani, 1990, ISBN 88-452-1576-8.
- Giuliano, collana Le strade, traduzione di Chiara Vatteroni, postfazione di Domenico De Masi, n. 70, Roma, Fazi, 2003, ISBN 88-8112-418-1.
- Giuliano, collana Tascabili, traduzione di Chiara Vatteroni, postfazione di Domenico De Masi, n. 126, Roma, Fazi, 2009.
- Giuliano, collana Le strade, traduzione di Chiara Vatteroni, postfazione di Domenico De Masi, n. 308, Roma, Fazi, 2017, ISBN 978-88-93251-29-7.